# 遺伝的変異
遺伝的変異（いでんてきへんい、英: genetic variation）とは、遺伝的な基盤に基づく、ある種の個体間、または集団間での違いのこと。種内、集団内における遺伝的多様性の実体を指し、遺伝的変異の量が多いことを、「遺伝的多様性が高い」と表現される。類義語に'genetic diversity'、'genetic variance'があり、語句の運用は各専門分野の文脈に従う。
遺伝的変異が生じる仕組みは、第一に遺伝的突然変異が起こることによるが、遺伝的浮動や、自然選択、距離による隔離は対立遺伝子の頻度を増減させ、そして、遺伝的組換え、有性生殖など遺伝子の組み合わせを増やす効果、水平伝播など様々な働きが絡み合った結果、生じている。
生物多様性において重要な要素であり、進化の原動力となる。